# Ivan Eyre
Pour les articles homonymes, voir Eyre.
Ivan Kenneth Eyre, né le 15 avril 1935 à Tullymet en Saskatchewan et mort le 5 novembre 2022 à Winnipeg, est un peintre canadien.

## Biographie
En 1942, la famille Eyre s'installe à Saskatoon en Saskatchewan. Ivan étudie notamment avec Eli Bornstein, Wynona Mulcaster, Ernest Lindner et George Swinton avant d'étudier à l'Université du Manitoba et l'Université du Dakota du Nord. Il enseignera de 1959 à 1992 à l'Université du Manitoba.

## Récompenses
- 1974 : Membre élu de l'Académie royale des arts du Canada[3]
- 1977 : Médaille du jubilé d'argent d'Élisabeth II[3]
- 1982 : Prix du jubilé des Anciens de l'Université du Manitoba[3]
- 2007 : Ordre du Manitoba[4]